# Luxemburgo en los Juegos Olímpicos de Calgary 1988
Luxemburgo estuvo representado en los Juegos Olímpicos de Calgary 1988 por un deportista que compitió en esquí alpino.  
El portador de la bandera en la ceremonia de apertura fue el directivo deportivo Armand Wagener. El equipo olímpico luxemburgués no obtuvo ninguna medalla en estos Juegos.